# 帕斯卡尔·拉米
帕斯卡尔·拉米（法語：Pascal Lamy，1947年4月8日—）生於勒瓦卢瓦-佩雷，法国政治家、商人，法国社会党成员，曾任欧盟贸易专员（1999年-2004年）、世界貿易組織總幹事（2005年-2013年）。
拉米还曾担任法国前财长和欧盟委员会前主席雅克·德洛尔、法国前总理皮埃尔·莫鲁瓦的顾问。他是一个跨大西洋智囊团 European Horizons （页面存档备份，存于）的顾问。
2005年5月13日，拉米被选为世界贸易组织总干事，任期自9月1日开始。2013年9月1日，卸任世贸组织总干事。